# Textilène

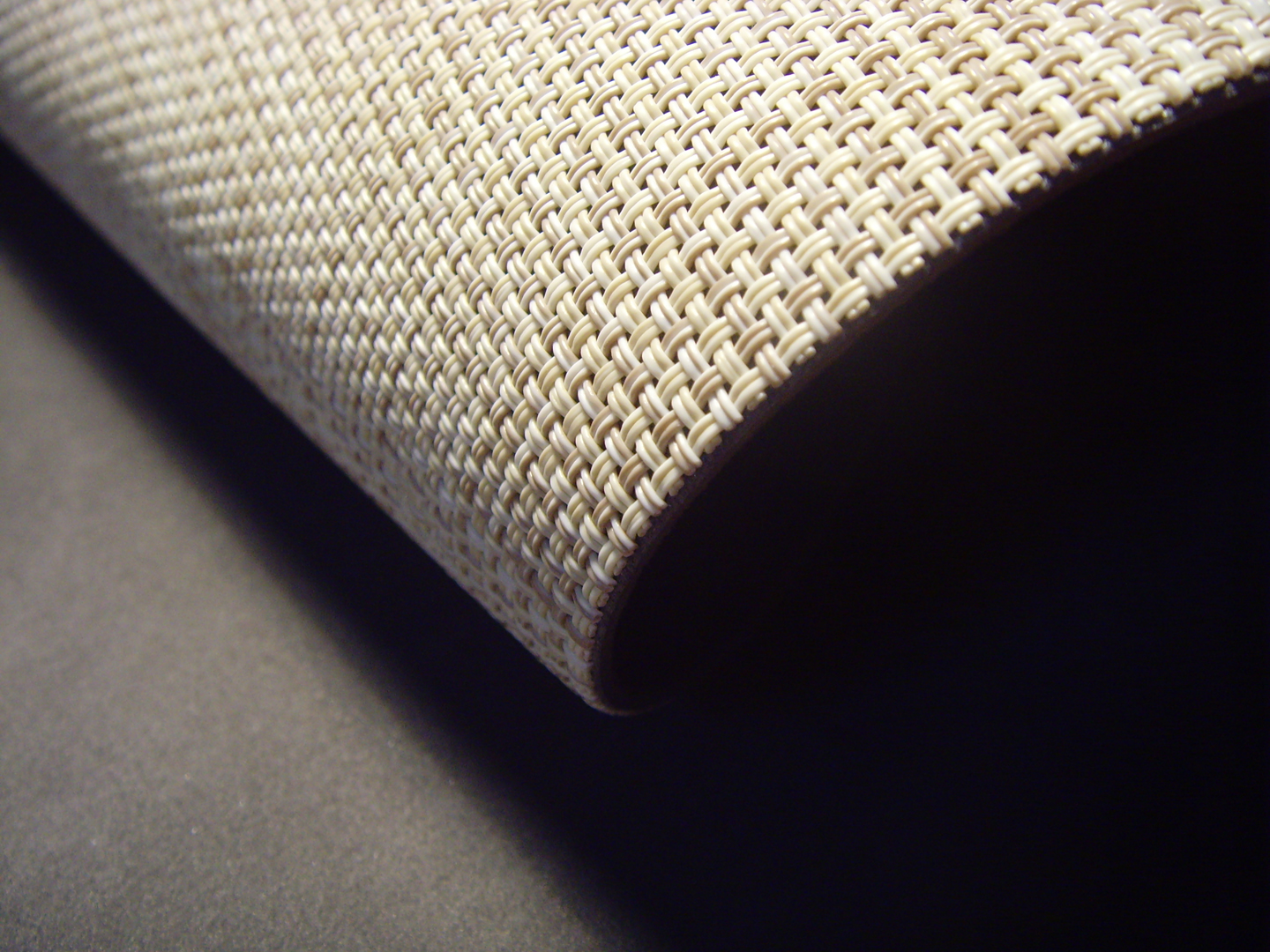
Textilene

Le textilène désigne un matériau de synthèse composé d'un mélange de polyester (les fibres sont gainées de PVC) qui peut résister aux intempéries et aux rayons UV. Il est utilisé en ameublement d'extérieur,.

## Marque
L'entreprise américaine Twitchell, créée en 1922, utilise la marque ombrelle TEXTILENE depuis 1943,,. Depuis 1968, Twitchell utilise cette marque pour désigner sa gamme de produits de fils tissés recouverts de PVC.